# Reichsberufswettkampf

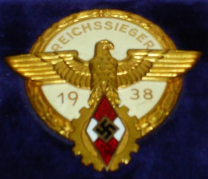
Insignia del vencedor del Reichsberufswettkampf, 1938.

El Concurso Profesional del Reich o Competición Comercial Nacional (en alemán: Reichsberufswettkampf) fue un concurso profesional anual celebrado en la Alemania nazi como parte del Gleichschaltung de la sociedad alemana.
La competición fue organizada por el Frente Alemán del Trabajo con la ayuda de las Juventudes Hitlerianas y la Liga Nacionalsocialista de Estudiantes Alemanes. Se llevó a cabo a nivel local, de gau y nacional, y se subdividió en numerosas ramas vocacionales y académicas. Los competidores fueron probados en la teoría y la práctica de su profesión, así como en su adhesión a la ideología nazi. Las mujeres también fueron probadas en tareas domésticas. Los ganadores fueron presentados al jefe del Frente del Trabajo, Robert Ley, y a Hitler en persona, y pudieron esperar un avance profesional sustancial.
El número de competidores aumentó de unos 500.000 en 1934 en la primera competencia a 3.500.000 en 1939. Los estudiantes fueron admitidos en 1935 y los adultos en 1938. La competición se suspendió al estallar la Segunda Guerra Mundial en 1939, con la excepción de una competición de guerra (Kriegsreichsberufswettkampf) en 1944.